# Феликс Кауфман
Феликс Кауфман (на немски: Felix Kaufmann) е австрийски философ, работил дълго време и в Съединените щати.
Роден е на 4 юли 1895 година във Виена в еврейско семейство. Завършва право и философия във Виенския университет, където преподава от 1922 година. Работи главно в областта на философията на правото, като е силно повлиян от Ханс Келзен, но публикува и в други области, като основи на математиката. През 1938 година емигрира в Съединените щати, където преподава в Новото училище за обществени изследвания в Ню Йорк.
Феликс Кауфман умира на 23 декември 1949 година в Ню Йорк.